# Sclafani Bagni
Sclafani Bagni é uma comuna italiana da região da Sicília, província de Palermo, com cerca de 506 habitantes. Estende-se por uma área de 133 km², tendo uma densidade populacional de 4 hab/km². Faz fronteira com Alia, Aliminusa, Caccamo, Caltavuturo, Castronovo di Sicilia, Cerda, Montemaggiore Belsito, Polizzi Generosa, Scillato, Valledolmo, Vallelunga Pratameno (CL).

## Demografia
| Variação demográfica do município entre 1861 e 2011                               |
|                                                                                   |
| Fonte: Istituto Nazionale di Statistica (ISTAT) - Elaboração gráfica da Wikipedia |